# Kubok Rossii 2023-2024
La Coppa di Russia 2023-2024 (in russo Кубок России?, Kubok Rossii), conosciuta anche come Fonbet Russian Cup per motivi di sponsorizzazione, è stata la 32ª edizione della coppa nazionale del calcio russo, iniziata il 25 luglio 2023 e terminata il 2 giugno 2024 con la finale. Il CSKA Mosca era la squadra campione in carica, avendo conquistato il trofeo per la settima volta nella sua storia.
Normalmente la squadra vincitrice avrebbe dovuto ottenere la qualificazione automatica per la UEFA Europa League 2024-2025, ma i club russi sono stati sospesi a tempo indefinito da ogni competizione UEFA e FIFA a causa del Conflitto russo-ucraino.

## Formula
Al torneo partecipano 107 squadre provenienti dai primi quattro livelli del campionato russo di calcio:
- 16 squadre appartenenti alla Prem'er-Liga;
- 18 squadre appartenenti alla PFN Ligi;
- 18 squadre appartenenti alla PPF Ligi;
- 42 squadre appartenenti alla quarta divisione;
- 13 squadre appartenenti ai campionati amatoriali come segue:
  - 8 squadre dalla quinta divisione[2];
  - 2 squadre dalla sesta divisione;
  - 3 squadre dalla settima divisione

Non partecipano al torneo le squadre riserve.
Le squadre di Prem'er-Liga seguono un tabellone diverso rispetto alle altre partecipanti: mentre le serie inferiori giocano turni ad eliminazione diretta, per le squadre della massima serie è prevista una fase a gironi di andata e ritorno, con 4 gruppi da 4 squadre ciascuno.

## Calendario
La competizione seguirà il calendario come segue:
| Fase                                  | Turno            | Turno         | Date                         |
| ------------------------------------- | ---------------- | ------------- | ---------------------------- |
| Turni preliminari(percorso regionale) | Primo Turno      | Primo Turno   | 1-2 agosto 2023              |
| Turni preliminari(percorso regionale) | Secondo turno    | Secondo turno | 22-24 agosto 2023            |
| Turni preliminari(percorso regionale) | Terzo turno      | Terzo turno   | TBD                          |
| Turni preliminari(percorso regionale) | Quarto turno     | Quarto turno  | TBD                          |
| Turni preliminari(percorso regionale) | Quinto turno     | Quinto turno  | TBD                          |
| Turni preliminari(percorso regionale) | Sesto turno      | Sesto turno   | TBD                          |
| Fase a gironi(percorso Prem'er-Liga)  | 1ª giornata      | 1ª giornata   | 25-27 luglio 2023            |
| Fase a gironi(percorso Prem'er-Liga)  | 2ª giornata      | 2ª giornata   | 8-10 agosto 2023             |
| Fase a gironi(percorso Prem'er-Liga)  | 3ª giornata      | 3ª giornata   | 29-30 agosto 2023            |
| Fase a gironi(percorso Prem'er-Liga)  | 4ª giornata      | 4ª giornata   | 19-21 settembre 2023         |
| Fase a gironi(percorso Prem'er-Liga)  | 5ª giornata      | 5ª giornata   | 3-5 ottobre 2023             |
| Fase a gironi(percorso Prem'er-Liga)  | 6ª giornata      | 6ª giornata   | 31 ottobre - 2 novembre 2023 |
| Eliminazione diretta                  | Quarti di finale | Prem'er-Liga  | TBD                          |
| Eliminazione diretta                  | Quarti di finale | Regionale     | TBD                          |
| Eliminazione diretta                  | Semifinale       | Prem'er-Liga  | TBD                          |
| Eliminazione diretta                  | Semifinale       | Regionale     | TBD                          |
| Eliminazione diretta                  | Finali           | Prem'er-Liga  | TBD                          |
| Eliminazione diretta                  | Finali           | Regionale     | TBD                          |
| Eliminazione diretta                  | Finale           | Finale        | TBD                          |

## Percorso regionale

### Primo turno
Il sorteggio per i primi due turni si è tenuto il 17 luglio 2023.
A questa fase partecipano:
- Le 13 squadre appartenenti ai campionati amatoriali
- 21 squadre provenienti dalla quarta divisione

| Squadra 1               | Risultato       | Squadra 2                   |
| ----------------------- | --------------- | --------------------------- |
| 1 agosto 2023           |                 |                             |
| Amkal Mosca             | 3 – 2           | Znamja Noginsk              |
| 2 agosto 2023           |                 |                             |
| Dalnerechensk           | 0 – 3           | Irkutsk                     |
| Strogino Mosca          | 2 – 3           | Znamja Truda                |
| Temp Barnaul            | 0 – 3           | Dinamo Barnaul              |
| Nosta Novotroick        | 0 – 0 (3-2 dtr) | Uralec-TS Nižnij Tagil      |
| Rodina Mosca            | 0 – 3           | Dinamo Vologda              |
| Pioner Leningradskaya   | 3 – 3 (2-4 dtr) | Družba Majkop               |
| Dinamo Kirov            | 2 – 0           | Kompozit Pavlovksy Posad    |
| Tver'                   | 2 – 1           | Elektron Veliky Novgorod    |
| Ilpar Ilyinsky          | 1 – 3           | Torpedo Miass               |
| Stavropol Nevinnomyssk  | 0 – 3           | Mašuk-KMV Pjatigorsk        |
| Atom Novovoronezh       | 1 – 1 (4-5 dtr) | Spartak Tambov              |
| Kolomna                 | 0 – 7           | Kvant Obninsk               |
| FŠM Mosca               | 0 – 0 (2-3 dtr) | Domodedovo                  |
| Kirovets-Voskhozhdeniye | 0 – 1           | Dinamo San Pietroburgo      |
| Pskov-747               | 2 – 3           | Luki-Energia                |
| Universitet Ulyanovsk   | 1 – 1 (4-2 dtr) | Orgenergostroy Dimitrovgrad |
| 2Drots Mosca            | 2 – 0           | Sachalin                    |

### Secondo turno
A questa fase partecipano:
- Le 17 squadre vincitrici del primo turno
- 21 squadre provenienti dalla quarta divisione
- 18 squadre provenienti dalla PPF Ligi

| Squadra 1              | Risultato       | Squadra 2              |
| ---------------------- | --------------- | ---------------------- |
| 22 agosto 2023         |                 |                        |
| Rjazan'                | 2 – 1           | Kosmos Dolgoprudnyj    |
| Torpedo Miass          | 0 – 0 (4-5 dtr) | Amkar Perm'            |
| Sachalin               | 0 – 2           | Saturn                 |
| Čeljabinsk             | 1 – 0           | Irtyš Omsk             |
| Astrachan'             | 0 – 1           | Rotor                  |
| Tekstilščik Ivanovo    | 0 – 0 (4-3 dtr) | Amkal Mosca            |
| 23 agosto 2023         |                 |                        |
| Dinamo Barnaul         | 3 – 2           | Sibir'                 |
| Čertanovo              | 0 – 1           | Dinamo Kirov           |
| Khimik-Avgust Vurnary  | 1 – 1 (4-3 dtr) | Zenit Penza            |
| Irkutsk                | 0 – 0 (2-4 dtr) | Dinamo Vladivostok     |
| Legion Dinamo          | 1 – 0           | Pobeda Khasavyurt      |
| Ufa                    | 0 – 0 (3-1 dtr) | Nosta Novotroick       |
| Dinamo Vologda         | 0 – 0 (7-6 dtr) | Spartak Kostroma       |
| Mašuk-KMV Pjatigorsk   | 0 – 1           | Biolog-Novokubansk     |
| SKA Rostov             | 2 – 1           | Čajka Pesčanopskoe     |
| Saljut Belgorod        | 2 – 0           | Avangard Kursk         |
| Kvant Obninsk          | 0 – 2           | Kaluga                 |
| Luki-Energia           | 3 – 0           | Tver'                  |
| Dinamo Stavropol'      | 0 – 0 (5-3 dtr) | Spartak-Nal'čik        |
| Družba Majkop          | 2 – 0           | Kuban' Cholding        |
| Metallurg Lipeck       | 1 – 1 (4-5 dtr) | Forte Taganrog         |
| Spartak Tambov         | 1 – 3           | Dinamo Brjansk         |
| Torpedo Vladimir       | 1 – 2           | Chimik Dzeržinsk       |
| Universitet Ulyanovsk  | 0 – 6           | Volga Ul'janovsk       |
| Domodedovo             | 2 – 5           | Veles Mosca            |
| Znamja Truda           | 3 – 1           | Zorkij Krasnogorsk     |
| Murom                  | 1 – 3           | 2Drots Mosca           |
| Dinamo San Pietroburgo | 2 – 2 (4-1 dtr) | Zvezda San Pietroburgo |

### Terzo turno
Il sorteggio per il terzo turno si è tenuto il 25 agosto 2023. A questa fase partecipano le 28 vincitrici del secondo turno.
| Squadra 1          | Risultato       | Squadra 2              |
| ------------------ | --------------- | ---------------------- |
| 4 settembre 2023   |                 |                        |
| Dinamo Kirov       | 0 – 2           | 2Drots Mosca           |
| 13 settembre 2023  |                 |                        |
| Dinamo Vladivostok | 0 – 0 (4-2 dtr) | Dinamo Barnaul         |
| Dinamo Vologda     | 1 – 2           | Tekstilščik Ivanovo    |
| Biolog-Novokubansk | 0 – 0 (5-3 dtr) | Dinamo Stavropol'      |
| Chimik Dzeržinsk   | 1 – 1 (5-6 dtr) | Rjazan'                |
| Forte Taganrog     | 1 – 1 (4-3 dtr) | Saljut Belgorod        |
| Rotor              | 3 – 0           | Legion Dinamo          |
| Družba Majkop      | 1 – 1 (3-4 dtr) | SKA Rostov             |
| Volga Ul'janovsk   | 0 – 0 (0-2 dtr) | Ufa                    |
| Dinamo Brjansk     | 0 – 0 (5-4 dtr) | Kaluga                 |
| Luki-Energia       | 0 – 0 (5-4 dtr) | Dinamo San Pietroburgo |
| Saturn             | 0 – 0 (3-1 dtr) | Khimik-Avgust Vurnary  |
| Veles Mosca        | 1 – 1 (1-4 dtr) | Znamja Truda           |
| 14 settembre 2023  |                 |                        |
| Amkar Perm'        | 1 – 0           | Čeljabinsk             |

### Quarto turno
Il sorteggio per il quarto turno si è tenuto il 15 settembre 2023. 
A questa fase partecipano:
- Le 14 vincitrici del secondo turno;
- 18 squadre appartenenti alla PFN Ligi.

| Squadra 1           | Risultato       | Squadra 2               |
| ------------------- | --------------- | ----------------------- |
| 26 settembre 2023   |                 |                         |
| Ufa                 | 1 – 1 (8-7 dtr) | Torpedo Mosca           |
| 27 settembre 2023   |                 |                         |
| Dinamo Vladivostok  | 2 – 0           | Tjumen'                 |
| SKA-Chabarovsk      | 1 – 1 (4-2 dtr) | Sokol Saratov           |
| Rjazan'             | 1 – 6           | Akron Togliatti         |
| Biolog-Novokubansk  | 1 – 2           | Černomorec Novorossijsk |
| Forte Taganrog      | 1 – 0           | Dinamo Machačkala       |
| Amkar Perm'         | 1 – 1 (4-2 dtr) | Kuban'                  |
| SKA Rostov          | 0 – 3           | Neftechimik             |
| Dinamo Brjansk      | 1 – 3           | Šinnik                  |
| Znamja Truda        | 1 – 3           | Volgar' Astrachan'      |
| Luki-Energia        | 1 – 2           | Enisej                  |
| KAMAZ               | 1 – 0           | Leningradec             |
| Saturn              | 1 – 2           | Arsenal Tula            |
| Rotor               | 1 – 0           | Alanija Vladikavkaz     |
| Tekstilščik Ivanovo | 1 – 3           | Rodina Mosca            |
| 28 settembre 2023   |                 |                         |
| 2Drots Mosca        | 0 – 2           | Chimki                  |

## Percorso Prem'er-Liga

### Fase a gironi

#### Sorteggio
Il sorteggio della fase a gironi si è tenuto il 24 giugno 2023.
Le 16 squadre di Prem'er-Liga entrano nella competizione dalla fase a gironi, divise in 4 gruppi da 4 squadre che giocano andata e ritorno.
Le fasce sono organizzate in base al piazzamento nella scorsa stagione in Prem'er-Liga 2022-2023 e in PFN Ligi 2022-2023. I criteri geografici prevedono che ogni girone non possa avere più di due squadre di Mosca e che Krasnodar, Rostov e Fakel Voronež non possano essere nello stesso girone a causa di restrizioni logistiche nelle città.
| Fascia 1              | Fascia 2        | Fascia 3               | Fascia 4             |
| --------------------- | --------------- | ---------------------- | -------------------- |
| Zenit San Pietroburgo | Achmat Groznyj  | Dinamo Mosca           | Pari Nižnij Novgorod |
| CSKA Mosca            | Krasnodar       | Soči                   | Fakel Voronež        |
| Spartak Mosca         | Orenburg        | Ural                   | Rubin                |
| Rostov                | Lokomotiv Mosca | Kryl'ja Sovetov Samara | Baltika              |

#### Girone A
| Squadra       | Pt | G | V | VR | SR | S | RF | RS | DR |
| ------------- | -- | - | - | -- | -- | - | -- | -- | -- |
| CSKA Mosca    | 11 | 6 | 2 | 2  | 1  | 1 | 11 | 5  | +6 |
| Orenburg      | 11 | 6 | 3 | 1  | 0  | 2 | 6  | 10 | -4 |
| Soči          | 8  | 6 | 2 | 0  | 2  | 2 | 7  | 6  | +1 |
| Fakel Voronež | 6  | 6 | 1 | 1  | 1  | 3 | 4  | 7  | -3 |

|            | CSK | Soc | Fak | Ore |
| CSKA Mosca |     | 1-1 | 0-2 | 3-1 |
| Sochi      | 0-0 |     | 2-0 | 1-2 |
| Fakel      | 1-1 | 1-3 |     | 1-3 |
| Orenburg   | 0-6 | 2-0 | 0-0 |     |

#### Girone B
| Squadra         | Pt | G | V | VR | SR | S | RF | RS | DR |
| --------------- | -- | - | - | -- | -- | - | -- | -- | -- |
| Lokomotiv Mosca | 13 | 6 | 4 | 0  | 1  | 1 | 10 | 4  | +6 |
| Rostov          | 11 | 6 | 3 | 1  | 0  | 2 | 7  | 7  | 0  |
| Ural            | 8  | 6 | 2 | 1  | 0  | 3 | 6  | 6  | 0  |
| Rubin           | 4  | 6 | 1 | 0  | 1  | 4 | 3  | 9  | -6 |

|                 | Ros | Lok | Ura | Rub |
| Rostov          |     | 2-1 | 2-1 | 3-0 |
| Lokomotiv Mosca | 3-1 |     | 2-1 | 1-0 |
| Ural            | 1-0 | 0-0 |     | 2-1 |
| Rubin           | 1-1 | 0-1 | 2-1 |     |

#### Girone C
| Squadra                | Pt | G | V | VR | SR | S | RF | RS | DR |
| ---------------------- | -- | - | - | -- | -- | - | -- | -- | -- |
| Zenit San Pietroburgo  | 14 | 6 | 4 | 1  | 0  | 1 | 9  | 5  | +4 |
| Baltika                | 12 | 6 | 4 | 0  | 0  | 2 | 12 | 7  | +5 |
| Achmat Groznyj         | 7  | 6 | 2 | 0  | 1  | 3 | 10 | 12 | -2 |
| Kryl'ja Sovetov Samara | 3  | 6 | 1 | 0  | 0  | 5 | 5  | 12 | -7 |

|                        | Zen | Bal | Ach | Kry |
| Zenit San Pietroburgo  |     | 2-1 | 2-0 | 1-0 |
| Baltika                | 1-0 |     | 4-1 | 1-2 |
| Achmat Groznyj         | 3-3 | 0-2 |     | 3-1 |
| Kryl'ja Sovetov Samara | 0-1 | 2-3 | 0-3 |     |

#### Girone D
| Squadra              | Pt | G | V | VR | SR | S | RF | RS | DR |
| -------------------- | -- | - | - | -- | -- | - | -- | -- | -- |
| Spartak Mosca        | 12 | 6 | 4 | 0  | 0  | 2 | 16 | 12 | +4 |
| Dinamo Mosca         | 11 | 6 | 3 | 0  | 2  | 1 | 12 | 10 | +2 |
| Krasnodar            | 11 | 6 | 3 | 1  | 0  | 2 | 12 | 9  | +3 |
| Pari Nižnij Novgorod | 2  | 6 | 0 | 1  | 0  | 5 | 6  | 15 | -9 |

|                      | Spa | Kra | Din | Par |
| Spartak Mosca        |     | 2-3 | 4-1 | 5-4 |
| Krasnodar            | 1-2 |     | 1-1 | 3-1 |
| Dinamo Mosca         | 3-0 | 4-3 |     | 2-1 |
| Pari Nižnij Novgorod | 0-3 | 0-1 | 1-1 |     |

## Eliminazione diretta
Nel turno ad eliminazione diretta, le squadre sono divise in due percorsi: RPL e regionale.
Le squadre nel percorso RPL giocano turni ad eliminazione diretta con gare di andata e ritorno. Le squadre eliminate nel percorso RPL (eccezion fatta per la finale RPL) passano al percorso regionale.
Le squadre del percorso regionale giocano turni ad eliminazione diretta, con gare di sola andata. Per ogni turno (eccezion fatta per la finale regionale) sono presenti due fasi:
- Nei quarti di finale, la prima fase accoppia le squadre qualificate dal percorso regionale con le terze classificate nei rispettivi girone. Le vincenti della prima fase giocano la seconda fase con le squadre sconfitte nei quarti di finale del percorso RPL.
- Nelle semifinali, la prima fase accoppia le vincenti del turno precedente del percorso regionale. Le vincenti della prima fase giocano la seconda fase con le squadre sconfitte nelle semifinali del percorso RPL.

Diversamente dalla stagione precedente, la squadra sconfitta nella finale del percorso RPL è eliminata dalla competizione e non passa al percorso regionale, per il quale la finale consiste in una sola fase.
Le vincenti dei due percorsi giocano la finale.

### Quarti di finale
Il sorteggio si è tenuto il 3 novembre 2023.
Nel percorso RPL, le squadre provenienti dallo stesso girone non possono incontrarsi.
| RPL - Fascia 1        | RPL - Fascia 2 | Regionale - Fascia 1 | Regionale - Fascia 2 |
| --------------------- | -------------- | -------------------- | -------------------- |
| CSKA Mosca            | Baltika        | SKA-Chabarovsk       | Achmat Groznyj       |
| Lokomotiv Mosca       | Dinamo Mosca   | Rodina Mosca         | Krasnodar            |
| Spartak Mosca         | Orenburg       | Chimki               | Soči                 |
| Zenit San Pietroburgo | Rostov         | Volgar' Astrachan'   | Ural                 |

#### Percorso RPL
| Squadra 1    | Totale          | Squadra 2             | Andata | Ritorno |
| ------------ | --------------- | --------------------- | ------ | ------- |
| Orenburg     | 2 – 3           | Spartak Mosca         | 1 – 0  | 1 – 3   |
| Rostov       | 1 – 3           | CSKA Mosca            | 1 – 1  | 0 – 2   |
| Baltika      | 3 – 3 (7-6 dtr) | Lokomotiv Mosca       | 2 – 2  | 1 – 1   |
| Dinamo Mosca | 1 – 2           | Zenit San Pietroburgo | 1 – 0  | 0 – 2   |

#### Percorso regionale

##### Prima fase
| Squadra 1          | Risultato       | Squadra 2      |
| ------------------ | --------------- | -------------- |
| 12 marzo 2024      |                 |                |
| Chimki             | 2 – 0           | Krasnodar      |
| 13 marzo 2024      |                 |                |
| Rodina Mosca       | 1 – 1 (1-4 dtr) | Ural           |
| Volgar' Astrachan' | 1 – 2           | Achmat Groznyj |
| 14 marzo 2024      |                 |                |
| SKA-Chabarovsk     | 1 – 1 (4-2 dtr) | Soči           |

##### Seconda fase
| Squadra 1      | Risultato       | Squadra 2       |
| -------------- | --------------- | --------------- |
| 2 aprile 2024  |                 |                 |
| SKA-Chabarovsk | 1 – 2           | Dinamo Mosca    |
| Chimki         | 0 – 0 (6-7 dtr) | Rostov          |
| 3 aprile 2024  |                 |                 |
| Ural           | 1 – 0           | Lokomotiv Mosca |
| 4 aprile 2024  |                 |                 |
| Achmat Groznyj | 0 – 1           | Orenburg        |

### Semifinali
Il sorteggio per le semifinali si è tenuto il 15 marzo 2024.

#### Percorso RPL
| Squadra 1     | Totale | Squadra 2             | Andata | Ritorno |
| ------------- | ------ | --------------------- | ------ | ------- |
| Spartak Mosca | 1 – 2  | Zenit San Pietroburgo | 1 – 2  | 0 – 0   |
| Baltika       | 0 – 3  | CSKA Mosca            | 0 – 1  | 0 – 2   |

#### Percorso regionale

##### Prima fase
| Squadra 1      | Risultato | Squadra 2    |
| -------------- | --------- | ------------ |
| 17 aprile 2024 |           |              |
| Orenburg       | 2 – 4     | Dinamo Mosca |
| Ural           | 1 – 3     | Rostov       |

##### Seconda fase
| Squadra 1    | Risultato | Squadra 2     |
| ------------ | --------- | ------------- |
| Rostov       | 0 – 1     | Baltika       |
| Dinamo Mosca | 0 – 2     | Spartak Mosca |

### Finali

#### Percorso RPL
| Squadra 1  | Totale          | Squadra 2             | Andata | Ritorno |
| ---------- | --------------- | --------------------- | ------ | ------- |
| CSKA Mosca | 1 – 1 (4-5 dtr) | Zenit San Pietroburgo | 1 – 1  | 0 – 0   |

#### Percorso regionale
| Squadra 1      | Risultato | Squadra 2     |
| -------------- | --------- | ------------- |
| 14 maggio 2024 |           |               |
| Baltika        | 1 – 0     | Spartak Mosca |

## Super Finale
| Arbitro: | Karasëv |

|          |           |                     |
| Alex 40’ | Marcatori | 81’ Nino 90+5’ Álip |